# Ле-Лож-Маргерон
Ле-Лож-Маргеро́н (фр. Les Loges-Margueron) — коммуна во Франции, находится в регионе Шампань — Арденны. Департамент — Об. Входит в состав кантона Шаурс. Округ коммуны — Труа.
Код INSEE коммуны — 10202.
Коммуна расположена приблизительно в 160 км к юго-востоку от Парижа, в 100 км южнее Шалон-ан-Шампани, в 24 км к югу от Труа.

## Население
Население коммуны на 2008 год составляло 226 человек.
| 1962 | 1968 | 1975 | 1982 | 1990 | 1999 | 2008 |
| ---- | ---- | ---- | ---- | ---- | ---- | ---- |
| 172  | 214  | 170  | 169  | 151  | 145  | 226  |

## Администрация
| Период | Период | Фамилия          | Партия | Примечания |
| ------ | ------ | ---------------- | ------ | ---------- |
| 1972   | 1977   | Альфонс Вилле    |        |            |
| 1977   | 1980   | Рене Лелу        |        |            |
| 1980   | 1983   | Женевьева Брюне  |        |            |
| 1983   | 2001   | Мишель Шево      |        |            |
| 2001   | 2014   | Жан-Пьер Шантепи |        |            |

## Экономика

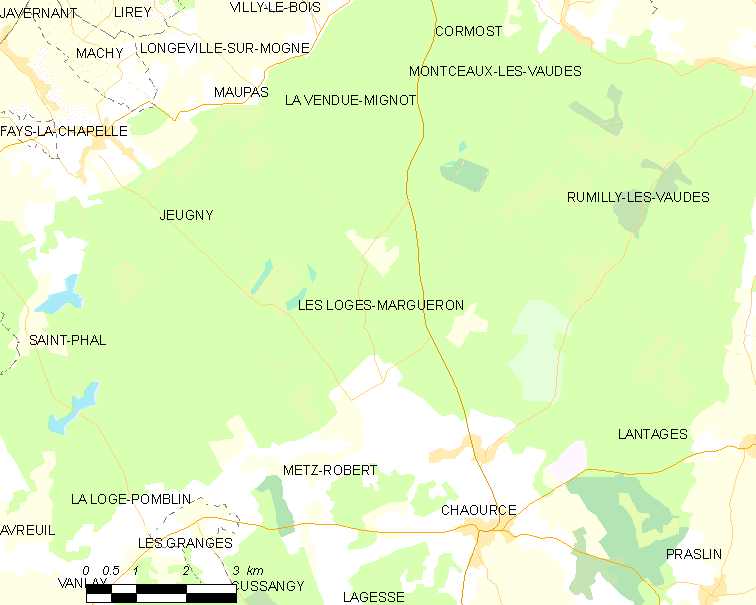
Карта коммуны

В 2007 году среди 159 человек в трудоспособном возрасте (15—64 лет) 82 были экономически активными, 77 — неактивными (показатель активности — 51,6 %, в 1999 году было 77,8 %). Из 82 активных работали 72 человека (40 мужчин и 32 женщины), безработных было 10 (4 мужчины и 6 женщин). Среди 77 неактивных 55 человек были учениками или студентами, 15 — пенсионерами, 7 были неактивными по другим причинам.